# Ориночки агути
Ориночки агути (лат. Dasyprocta guamara) је сисар из реда глодара (Rodentia) и породице агутија (Dasyproctidae).

## Распрострањење
Ареал врсте је ограничен на једну државу, Венецуелу.

## Станиште
Станиште ове врсте су шуме.

## Начин живота
Исхрана ориночког агутија укључује воће.

## Угроженост
Ова врста је на нижем степену опасности од изумирања, и сматра се скоро угроженим таксоном.